# Michel Weber (Philosoph)

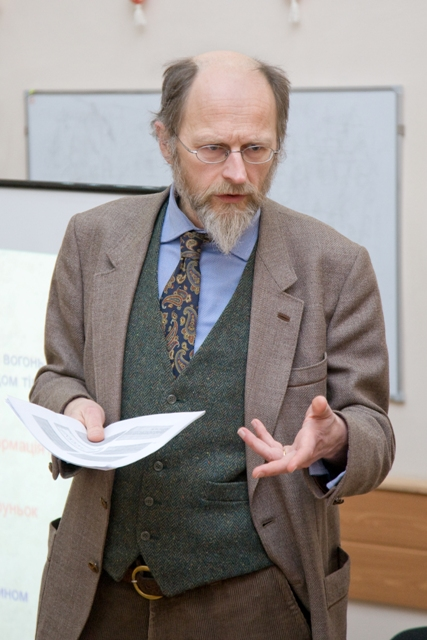
Michel Weber

Michel Weber (* 1963 in Brüssel) ist ein belgischer Philosoph, der insbesondere als Interpret von Alfred North Whitehead und als Vertreter der Prozessphilosophie bekannt ist.

## Leben
Nach einem Studium zum Wirtschaftsingenieur, abgeschlossen 1986, an der Facultés universitaires Saint-Louis in Brüssel wechselte er zum Studium der Philosophie an die Université catholique de Louvain. Nach Abschluss seines Studiums 1991 begann er ebendort seine Promotion über das anthropische Prinzip und die Teleologie in der Philosophie von Aristoteles, Thomas von Aquin und Immanuel Kant, die er 1997 abschloss. In dieser Zeit hatte er einen Studienaufenthalt von 1993 bis 1995 bei John B. Cobb und David Ray Griffin am Center for Process Studies in Claremont. Seine Doktorthese hatte die Spätphilosophie Whiteheads zum Gegenstand. 
Von 1997 bis 2007 war Weber als Dozent im Fach Philosophie an der Katholischen Universität in Louvain-la-Neuve tätig. In dieser Zeit begründete er ein Netzwerk von Aktivitäten zur Förderung des Prozessgedankens in der Philosophie. Hierzu zählen eine Vielzahl von Konferenzen sowie mehrere Schriftenreihen.

## Schriften
- La Dialectique de l’intuition chez A. N. Whitehead: sensation pure, pancréativité et contiguïsme. Préface de Jean Ladrière. Mémoire couronné par la Classe des Lettres et des Sciences morales et politiques de l’Académie Royale de Belgique, Frankfurt / Paris, Ontos Verlag, 2005 (ISBN 3-937202-55-2).
- Whitehead’s Pancreativism. The Basics. Foreword by Nicholas Rescher, Frankfurt / Paris, Ontos Verlag, 2006 (ISBN 3-938793-15-5).
- L’Épreuve de la philosophie. Essai sur les fondements de la praxis philosophique, Louvain-la-Neuve, Éditions Chromatika, 2008 (ISBN 978-2-930517-02-5).
- Éduquer (à) l’anarchie. Essai sur les conséquences de la praxis philosophique, Louvain-la-Neuve, Éditions Chromatika, 2008. (ISBN 978-2-930517-03-2).
- (with Jean-Claude Dumoncel) Whitehead ou Le Cosmos torrentiel. Introductions à Procès et réalité, Louvain-la-Neuve, Éditions Chromatika, 2010 (ISBN 978-2-930517-05-6).
- Whitehead's Pancreativism. Jamesian Applications, Frankfurt / Paris, ontos verlag, 2011 (ISBN 978-386838-103-0).
- Essai sur la gnose de Harvard. Whitehead apocryphe, Louvain-la-Neuve, Les Éditions Chromatika, 2011 (ISBN 978-2-930517-26-1).
- De quelle révolution avons-nous besoin ?, Paris, Éditions Sang de la Terre, 2013. (ISBN 978-2-86985-297-6)
- Ethnopsychiatrie et syntonie. Contexte philosophique et applications cliniques, La-Neuville-aux-Joûtes, Jacques Flament Éditions, 2015. (ISBN 978-2-36336-210-0)
- Petite philosophie de l’Art Royal. Analyse de l’alchimie franc-maçonne, Louvain-la-Neuve, Éditions Chromatika, 2015. (ISBN 978-2-930517-48-3)
- The Political Vindication of Radical Empiricism. With Application to the Global Systemic Crisis, Claremont, Ca., Process Century Press, 2016. (ISBN 978-1-940447-12-4)
- Pouvoir, sexe et climat. Biopolitique et création littéraire chez G. R. R. Martin, Avion, Éditions du Cénacle de France, 2017, ISBN 978-2-916537-22-1)
- Pythagore juste et parfait. Philosophie ou ésotérisme ?, Louvain-la-Neuve, Éditions Chromatika, 2018.(ISBN 978-2-930517-58-2)
- Contre le totalitarisme transhumaniste : les enseignements philosophiques du sens commun, Limoges, FYP éditions, 2018. (ISBN 978-2-36405-172-0)

Herausgeber
- After Whitehead: Rescher on Process Metaphysics. Ontos, Frankfurt / Paris 2004, ISBN 978-3-937202-49-5
- Handbook of Whiteheadian Process Thought. 2 Bände, Ontos, Frankfurt / Paris 2009, ISBN 978-3-938793-92-3 (mit: Will Desmond)